# Нур-Алі-Бейк
Нур-Алі-Бейк (перс. نورعلي بيك) — село в Ірані, у дегестані Нур-Алі-Бейк, у Центральному бахші, шагрестані Саве остану Марказі. За даними перепису 2006 року, його населення становило 1399 осіб, що проживали у складі 382 сімей.

## Клімат
Середня річна температура становить 17,38°C, середня максимальна – 36,19°C, а середня мінімальна – -4,28°C. Середня річна кількість опадів – 253 мм.
| Клімат поселення                              | Клімат поселення | Клімат поселення | Клімат поселення | Клімат поселення | Клімат поселення | Клімат поселення | Клімат поселення | Клімат поселення | Клімат поселення | Клімат поселення | Клімат поселення | Клімат поселення | Клімат поселення |
| Показник                                      | Січ.             | Лют.             | Бер.             | Квіт.            | Трав.            | Черв.            | Лип.             | Серп.            | Вер.             | Жовт.            | Лист.            | Груд.            |                  |
| Середній максимум, °C                         | 12,09            | 14,56            | 18,50            | 25,04            | 30,24            | 35,49            | 36,19            | 35,27            | 31,40            | 24,66            | 18,20            | 12,17            |                  |
| Середня температура, °C                       | 3,91             | 6,37             | 10,32            | 16,86            | 22,07            | 27,29            | 30,16            | 29,25            | 25,38            | 18,62            | 12,16            | 6,14             |                  |
| Середній мінімум, °C                          | −4,28            | −1,81            | 2,13             | 8,67             | 13,88            | 19,12            | 24,14            | 23,22            | 19,35            | 12,58            | 6,14             | 0,10             |                  |
| Норма опадів, мм                              | 37               | 35               | 45               | 30               | 22               | 4                | 1                | 1                | 1                | 14               | 25               | 38               |                  |
| Середньомісячна швидкість вітру, м/с          | 1.59             | 2.22             | 2.91             | 3.16             | 2.96             | 2.92             | 3.06             | 2.92             | 2.43             | 2.23             | 1.90             | 1.59             |                  |
| Середньомісячна сонячна радіація, кДж/м²·день | 9211             | 12055            | 14452            | 18122            | 22081            | 26025            | 25503            | 23400            | 20011            | 14767            | 10862            | 8741             |                  |
| --------------------------------------------- | ---------------- | ---------------- | ---------------- | ---------------- | ---------------- | ---------------- | ---------------- | ---------------- | ---------------- | ---------------- | ---------------- | ---------------- | ---------------- |
| Джерело:                                      |                  |                  |                  |                  |                  |                  |                  |                  |                  |                  |                  |                  |                  |